# Claxton (Norfolk)
Claxton is een civil parish in het bestuurlijke gebied South Norfolk, in het Engelse graafschap Norfolk met 291 inwoners.

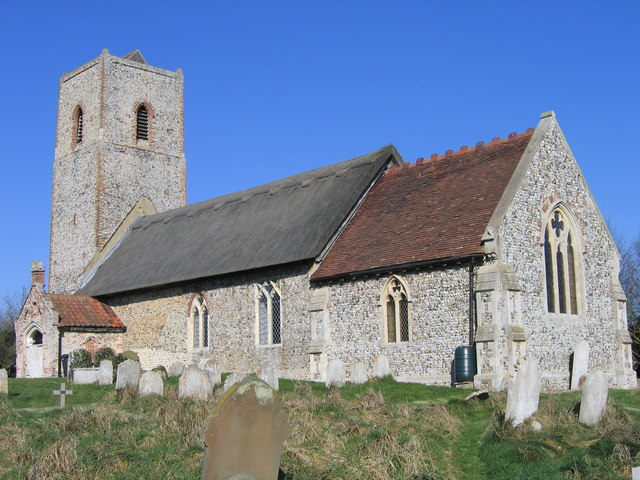
Kerk van St Andrew
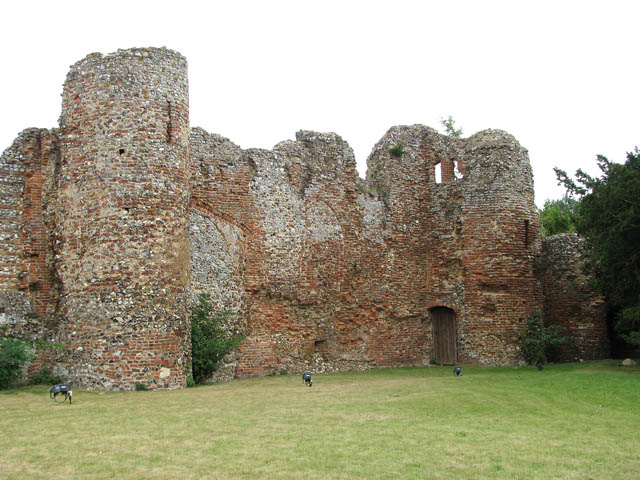
Claxton Castle
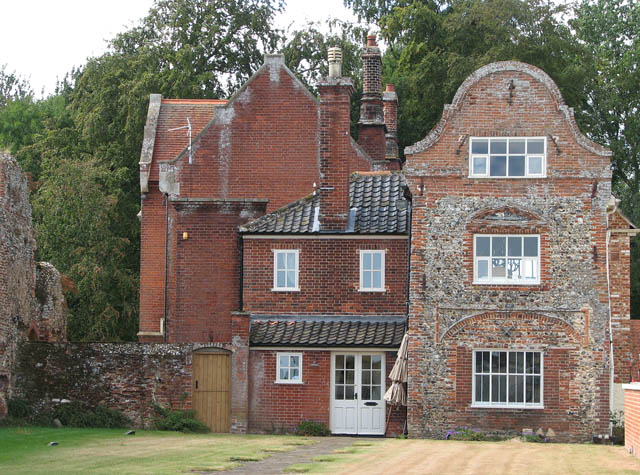
Landhuis bij Claxton